# Aerowatch

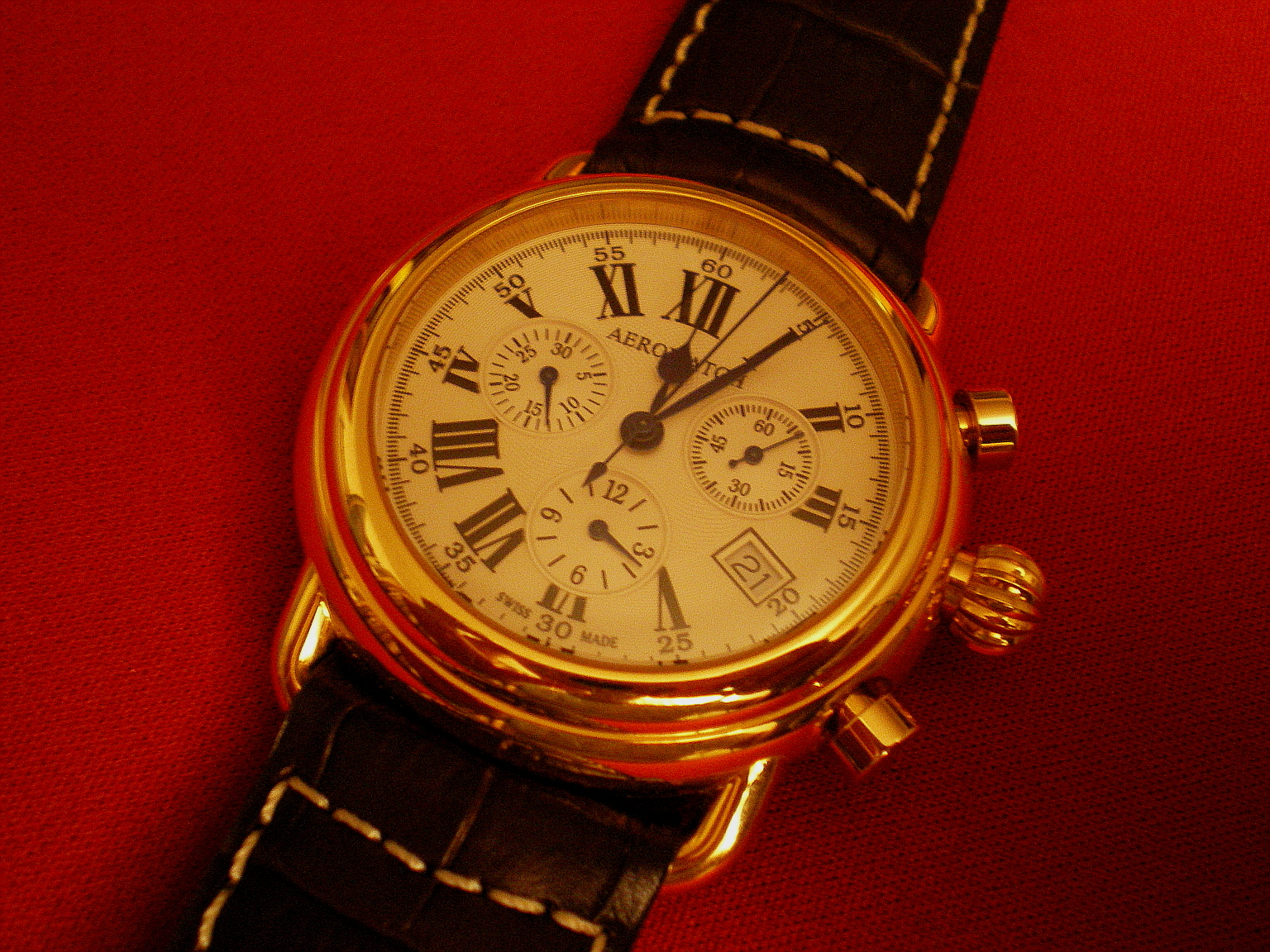
hodinky AEROWATCH

Aero Watch SA (zkráceně AEROWATCH) je švýcarský výrobce hodinek. Aktuální ředitelství společnosti je v Saignelégier.

## Historie
Společnost byla založena v roce 1910 v La Chaux-de-Fonds jako rodinný podnik. Volba anglického názvu symbolizovala ambice dosáhnout vzletného celosvětového věhlasu.
Později se firma přestěhovala do Fleurieru a v květnu 1935 změnila sídlo a přestěhovala se do Neuchâtelu. Přibližně od roku 1930 exportovala firma své výrobky pod značkou AEROWATCH do více než patnácti zemí.
V roce 1942 převzal vedení podniku Maxime Crevier. S touto změnou došlo také ke změně specializace výroby, a to na kapesní hodinky a pendlovky (kyvadlové hodiny). Po přestěhování do Le Noirmont společnost začala produkovat široký sortiment vysoce kvalitních kapesních hodinek a pendlovek, které obstály přísném dlouhodobém testování.
V roce 1959 převzal společnost po svém otci Georges Crevier a rozšířil distribuční síť na více než 30 zemí. V roce 2004 se vedení rozhodlo rozšířit sortiment i o kolekce náramkových hodinek.
Ke stému výročí společnosti byla vydána limitovaná (jen stokusová) série, přičemž cena jednoho kusu je téměř 160.000 Kč. U tohoto modelu „Chrono-Alarm“ vsadila firma na kapesní hodinky o průměru 44 mm, inspirována hodinkami předků.